# Les Peintres au charbon
Les Peintres au charbon est une pièce de théâtre de l'auteur britannique Lee Hall (scénariste du film Billy Elliot), basée sur un livre du critique d’art William Feaver, The Pitmen Painters.
La pièce relate l’histoire vraie de la naissance du mouvement pictural, le Ashington Group.
Après avoir remporté un grand succès en Grande-Bretagne, Les Peintres au charbon est à l'affiche à Broadway, jusqu'en décembre, dans une mise en scène de Max Roberts.

## L'intrigue
Dans les années 1930 en Angleterre, un groupe de mineurs suit des cours d'histoire de l'art. Abandonnant bien vite la théorie pour passer à la pratique, ils voient leurs travaux remarqués par une riche collectionneuse...

## Personnages
- Les Mineurs :
  - Jimmy Floyd
  - Oliver Kilbourn
  - George Brown
  - Harry Wilson
  - Le p’tit gars
- Le Professeur :
  - Robert Lyon
- La Collectionneuse :
  - Helen Sutherland
- La Modèle :
  - Susan Parks

## Le Ashington Group
En 1934, un groupe de mineurs décident de prendre des cours d’histoire de l’art. Ils invitent Robert Lyon de l’Armstrong College et de l’Université de Durham de Newcastle-upon-Tyne, pour discuter de la possibilité de créer cette classe d’art avec lui comme professeur.
Robert Lyon commence son enseignement en projetant des diapositives et comprend vite qu’il doit procéder autrement. Il propose à ces mineurs de dessiner et de peindre chez eux, puis de soumettre leurs œuvres à la critique lors de leurs réunions.
En 1936, la classe devenue le Ashington Group, expose ses œuvres pour la première fois à la Gallery Hatton de l’Armstrong College.
Développant leur propre mouvement,  les « Peintres au charbon » vont peindre leur environnement, leur quotidien, leur vie.
Dans les années 1970, leurs œuvres seront vues à Durham et à la Whitechapel Art Gallery de Londres, puis en Allemagne, aux Pays-Bas et, en 1980, en Chine.
Le Groupe se séparera en 1984. Les œuvres sont aujourd’hui exposées au Musée Woodhorn de Ashington.

## Adaptations

### 2009-2010 - Mise en scène deMarion Bierry
- Dates :
  - 21 au 31 octobre 2009 : tournée en Suisse
  - 1er octobre au 16 novembre 2010 : Suisse, Tours, Le Vésinet
  - 19 novembre au 22 décembre 2010 : Théâtre Artistic Athévains, Paris
- Distribution :
  - Bernard Ballet : Jimmy Floyd
  - Robert Bouvier : Oliver Kilbourn
  - Thomas Cousseau : Robert Lyon
  - Jacques Michel : George Brown
  - Carine Martin : Susan Parks
  - Odile Roire : Helen Sutherland
  - Eric Verdin : Harry Wilson
  - Arthur Vlad : Le p’tit gars
- Technique :
  - Scénographie : Gilles Lambert
  - Lumières : Laurent Junod
  - Son : Cédric Liardet
  - Assistante à la mise en scène : Marianne Radja
  - Accessoiristes : Yvan Schlatter
  - Production : Compagnie du Passage (Neuchâtel), Théâtre du Passage (Neuchâtel), Compagnie Marion Bierry (Paris)